# Neulles
Neulles é uma comuna francesa na região administrativa da Nova Aquitânia, no departamento de Charente-Maritime. Estende-se por uma área de 5,90 km². Em 2010 a comuna tinha 153 habitantes (densidade: 25,9 hab./km²).